# Jelica Vlajki
Jelica Vlajki (Đakovo, 1919. – Zagreb, 27. svibnja 2004.) je bila hrvatska kazališna, televizijska i filmska glumica.

## Filmografija

### Televizijske uloge
- "Ča smo na ovon svitu" kao Mare Ajduk (1973.)
- "Prosjaci i sinovi" (1972.)
- "Kuda idu divlje svinje" kao Majka Gavranova (1971.)
- "Naše malo misto" kao Zoja (1970. – 1971.)

### Filmske uloge
- "Tu" kao umirovljenica #3 (2003.)
- "Crvena prašina" kao Ruža (1999.)
- "Prepoznavanje" kao seljanka (1996.)
- "Putovanje tamnom polutkom" kao starica u Vrapčevoj sobi (1996.)
- "Vukovar se vraća kući" kao baba Kata (1994.)
- "Poglavlje iz života Augusta Šenoe" (1981.)
- "Luda kuća" kao Irina Šoštarić (1980.)
- "Pakleni otok" kao starica (1979.)
- "Ljubica" kao gospođa iz autobusa (1978.)
- "Sudite me" kao majka (1978.)
- "Ne naginji se van" kao Anđela (1977.)
- "Orgulje i vatrogasci" kao Lucija (1974.)
- "Rođendan male Mire" (1972.)
- "Jana" kao gospođa Blažek (1970.)
- "Američka jahta u Splitskoj luci" kao voćarica (1969.)
- "Goli čovik" kao Kate (1968.)
- "Gravitacija ili fantastična mladost činovnika Borisa Horvata" kao majka (1968.)
- "Službeni položaj" kao članica upravnog odbora (1964.)
- "Dok more bjesni" (1959.)

## Vanjske poveznice
- Jelica Vlajki u internetskoj bazi filmova IMDb-u (engl.)